# Liste der deutschen Nachwuchs-Softballmeister
Die Liste der deutschen Nachwuchs-Softballmeister enthält eine Auflistung der deutschen Meister im Fastpitch-Softball im Nachwuchsbereich des Deutschen Baseball und Softball Verbandes seit der Erstausspielung 2006. Spielberechtigt sind bei den Juniorinnen dabei alle Spielerinnen unter 21 Jahren und bei der Jugend alle Spielerinnen unter 16 Jahren.

## Modus
Die Mannschaften spielen in ihren Landesverbänden ihre reguläre Saison als Qualifikation zum Endturnier aus, das an einem Wochenende in einer Gruppen- und K.O.-Rundenphase den deutschen Meister ermittelt, allerdings konnten aufgrund mangelnder Mannschaften nicht immer alle Landesverbände Teams zum Finalturnier entsenden.

## Deutsche Meister Juniorinnen
- Jahr: Nennt das Jahr der Meisterschaft.
- Meister: Nennt den Verein, der die deutsche Juniorinnen-Softballmeisterschaft erringen konnte.
- Verein: Nennt den Verein, der die Vizemeisterschaft erringen konnte.
- Ergebnis: Nennt das Ergebnis des Endspiels.
- Ort: Nennt den Ort des Endturniers.

| Jahr | Meister                | Vizemeister            | Ergebnis | Ort         |
| ---- | ---------------------- | ---------------------- | -------- | ----------- |
| 2006 | Wesseling Vermins      | Mannheim Tornados      | 2:1      | Mannheim    |
| 2007 | Wesseling Vermins      | Deggendorf Dragons     | 11:4     | Lüneburg    |
| 2008 | Neunkirchen Nightmares | Karlsruhe Cougars      | 7:0      | Neunkirchen |
| 2009 | Karlsruhe Cougars      | Wesseling Vermins      | 7:6      | Karlsruhe   |
| 2010 | Wesseling Vermins      | Kiel Seahawks          | 1:0      | Karlsruhe   |
| 2011 | Wesseling Vermins      | Karlsruhe Cougars      | 15:13    | Kiel        |
| 2012 | Wesseling Vermins      | Karlsruhe Cougars      | 13:03    | Haar        |
| 2013 | Mannheim Tornados      | Wesseling Vermins      | 14:11    | Freising    |
| 2014 | Freising Grizzlies     | Wesseling Vermins      | 11:01    | Neunkirchen |
| 2015 | Freising Grizzlies     | Wesseling Vermins      | 6:5      | Haar        |
| 2016 | Wesseling Vermins      | Haar Disciples         | 6:2      | Wesseling   |
| 2017 | Freising Grizzlies     | Haar Disciples         | 9:2      | Neunkirchen |
| 2018 | Wesseling Vermins      | Freising Grizzlies     | 5:2      | Haar        |
| 2019 | Karlsruhe Cougars      | Wesseling Vermins      | 2:0      | Kiel        |
| 2021 | Freising Grizzlies     | Hagen Chipmunks        | 7:0      | Neunkirchen |
| 2022 | Karlsruhe Cougars      | Neunkirchen Nightmares | 10:3     | Neunkirchen |
| 2023 | Stuttgart Reds         | Herrenberg Wanderers   | 13:2     | Tübingen    |
| 2024 | Freising Grizzlies     | Stuttgart Reds         | 5:4      | Paderborn   |

## Deutsche Meister Jugend
Die Meisterschaften waren bis einschließlich 2017 inoffiziell.
| Jahr | Meister                                        | Vizemeister                                           | Ergebnis | Ort       |
| ---- | ---------------------------------------------- | ----------------------------------------------------- | -------- | --------- |
| 2009 | SG Karlsruhe Cougars / Schriesheim Raubritters | Freising Grizzlies                                    | 6:3      | Karlsruhe |
| 2010 | SG Freising Grizzlies / Gauting Indians        | Mannheim Tornados                                     | 15:0     | Karlsruhe |
| 2011 | Freising Grizzlies                             | Mannheim Tornados                                     | 9:0      | Karlsruhe |
| 2012 | Freising Grizzlies                             | SG Haar Disciples / Ingolstadt Schanzer               | 20:0     | Karlsruhe |
| 2013 | Haar Disciples                                 | Freising Grizzlies                                    | 9:1      | Karlsruhe |
| 2014 | Regensburg Legionäre                           | Freising Grizzlies                                    | 9:2      | Karlsruhe |
| 2015 | Regensburg Legionäre                           | Karlsruhe Cougars                                     | 8:3      | Karlsruhe |
| 2016 | Freising Grizzlies                             | Hagen Chipmunks                                       | 8:1      | Karlsruhe |
| 2017 | Freising Grizzlies                             | Haar Disciples / Rosenheim 89ers                      | 9:1      | Karlsruhe |
| 2018 | Freising Grizzlies                             | Hagen Chipmunks                                       | 13:0     | Karlsruhe |
| 2019 | SG Karlsruhe Cougars / Stuttgart Reds          | Regensburg Legionäre                                  | 6:5      | Karlsruhe |
| 2021 | Freising Grizzlies                             | SG Wesseling Vermins / Hilden Wains / Hagen Chipmunks | 8:5      | Karlsruhe |
| 2022 | SG Karlsruhe Cougars / Stuttgart Reds          | Freising Grizzlies                                    | 2:0      | Karlsruhe |
| 2023 | Freising Grizzlies                             | Karlsruhe Cougars / Stuttgart Reds                    | 9:1      | Karlsruhe |
| 2024 | Gammertingen Royals                            | NSF Berlin Ravens / Roosters                          | 9:0      | Karlsruhe |

## Rekordsieger
Die Liste der Rekordsieger enthält alle Vereine, die mindestens eine deutsche Meisterschaft im Nachwuchssoftball gewinnen konnten. Inoffizielle Meisterschaften in Klammern.
- Verein: Nennt den Verein, der die Nachwuchsmeisterschaften erreichte.
- Junioren: Nennt die Anzahl der Meisterschaften im Juniorenbereich.
- Jugend: Nennt die Anzahl der Meisterschaften im Jugendbereich.
- Gesamt: Nennt die Gesamtanzahl an Meisterschaften im Nachwuchsbereich.

| Verein                  | Juniorinnen | Jugend  | Gesamt  |
| ----------------------- | ----------- | ------- | ------- |
| Wesseling Vermins       | 7           | 0       | 7       |
| Freising Grizzlies      | 5           | 3 + (4) | 8 + (4) |
| Karlsruhe Cougars       | 3           | 2 + (1) | 5 + (1) |
| Neunkirchen Nightmares  | 1           | 0       | 1       |
| Mannheim Tornados       | 1           | 0       | 1       |
| Stuttgart Reds          | 1           | 2       | 3       |
| Gammertingen Royals     | 0           | 1       | 1       |
| Regensburg Legionäre    | 0           | (2)     | (2)     |
| Schriesheim Raubritters | 0           | (1)     | (1)     |
| Haar Disciples          | 0           | (1)     | (1)     |
| Gauting Indians         | 0           | (1)     | (1)     |

1. 1 2  Die Jugendmeisterschaft 2010 wurde von der Spielgemeinschaft Freising Grizzlies / Gauting Indians gewonnen.
2. 1 2  Die Jugendmeisterschaft 2009 wurde von der Spielgemeinschaft Karlsruhe Cougars / Schriesheim Raubritters gewonnen.
3. 1 2  Die Jugendmeisterschaften 2019 und 2022 wurde von der Spielgemeinschaft Karlsruhe Cougars / Stuttgart Reds gewonnen.